# Der Obersteiger
Der Obersteiger es una opereta en tres actos con música de Carl Zeller y libreto en alemán de Moritz West y Ludwig Held. Se estrenó el 5 de enero de 1894 en el Theater an der Wien de Viena. El conocido cantante y actor vienés Alexander Girardi interpretó el papel protagonista. Su trama argumental está ambientada en un pequeño pueblo de montaña en la primera mitad del siglo XVIII. El número musical más famoso de la opereta es la romanza «Sei nicht bös'» que ha gozado de gran difusión de forma independiente, tanto en interpretación de concierto como en grabaciones fonográficas.

## Argumento[2]

### Acto I
La obra está ambientada en el sur de Alemania y comienza en la principesca mina de Marienzeche. Años atrás, el director de la mina, Zwack, y Julie Fahnenschwinger mantuvieron una relación tierna e íntima. Ahora, Zwack se entera por casualidad a través del posadero Strobl de que Julie ha tenido una niña aunque no se sabe nada más de su destino. Mientras tanto, Zwack se ha casado, aunque sigue teniendo aventuras amorosas. En este momento está enamorado de Nelly, una encajera que, por su parte, está enamorada del capataz de la mina, Martin. Bajo su dirección, los mineros están en huelga. Les ayuda con dinero un hombre misterioso que quiere trabajar como voluntario en la mina, bajo el que se esconde el príncipe Roderich, propietario de la explotación, que quiere conocer las condiciones de la misma. El príncipe Roderich mantiene buenas relaciones con el jefe de los mineros, Martin, y éste confía al voluntario que ha descubierto una nueva veta de plata, pero que no quiere revelar este rico yacimiento hasta haber recibido 3000 florines. Por ese motivo, el director le despide.
Pero este contratiempo no le hace perder el ritmo a Martin. Juega a los bolos con sus amigos y despilfarra lo que le queda de dinero. La condesa Fichtenau también pasa desapercibida en el pueblo. Como turista, se aloja en casa de Nelly, la encajera a quien conoce desde su infancia, y se hace pasar la prima de esta, Julie Fahnenschwinger. Martin quiere visitar a Nelly para pedirle dinero prestado, pero conoce a la condesa y se enamora de ella. Sin embargo, como no se atreve a acercarse a la Comtesse, le pide a su amigo, el voluntario, que hable con ella. Roderich, que tampoco sabe que Julie, la supuesta prima de Nelly, es en realidad la condesa, se enamora de ella. La Comtesse, a la que el amor le ha concedido tanta felicidad no deseada, decide marcharse de nuevo. El príncipe Roderich y el director Zwack, que al principio no se atrevieron a entrar, visitan la mina por consejo de Nelly y la condesa. El hábil Martin les hace de guía, habiendo recibido previamente de Roderich los disputados 3000 florines.

### Acto II
La señora Zwack, esposa del director de la mina, hace los honores en una gran fiesta. A Zwack, que aspira a un cargo presidencial, le piden que pronuncie un discurso. No ha encontrado tiempo para memorizarlo ya que Julie Fahnenschwinger y su hija ilegítima le mantienen preocupado. Tschida y Dusel, dos directivos de la empresa, han conspirado contra el director y quieren que lo pase mal; para ello logran que Martin haga desaparecer el manuscrito del discurso del director. Martin ya ha dilapidado sus 3000 florines y ahora es el jefe de una banda de mineros. Aconsejado por Tschida y Dusel, corteja a la esposa del director con la esperanza de obtener beneficios. Pronto tiene éxito con ella. La condesa y Nelly también acuden a la fiesta. Roderich las ha invitado porque sospecha quién es realmente Julie Fahnenschwinger. Martin, que llega con la banda, cree que la Comtesse es una impostora por su elegante vestido y afirma que esa dama es Julie Fahnenschwinger. Zwack, sin embargo, cree que es su hija ilegítima. Esto da lugar a ridículos enredos.

### Acto III
El director Zwack, tan comprometido, ha obtenido una excedencia. Elfriede, su mujer, se ha divorciado de él. Zwack intenta de nuevo, pero esta vez en vano, conquistar a Nelly, mientras que la señora Elfriede se interesa por Martin, que ahora está muy mal económicamente. Pero él sigue sin decidirse por la anciana. Ahora que todo debe acabar bien, el príncipe ha encontrado el modo de alcanzar el corazón de la condesa y se compromete con ella. Por descontado, el capataz consigue un nuevo trabajo y logra recuperar s su primer amor, Nelly.

## Adaptación audiovisual
- Der Obersteiger en Internet Movie Database (en inglés). (1952, largometraje) con Franz Antel (director), Franz Antel, Jutta Bornemann y Gunther Philipp (guionistas) y Hans Holt, Josefin Kipper, Waltraut Haas, Helene Lauterböck y Rudolf Carl (intérpretes)

## Registro fonográfico
- CPO (2009) con Santiago Bürgi, Cornelia Zink, Wolfgang Müller-Lorenz, Donna Ellen, Bernhard Berchtold, Anna Siminska, Orchester des Musiktheaters Schönbrunn. Director: Herbert Mogg[3]